# Xok
Xok, Chok – gmina (azer. bələdiyyə) i wieś (azer. kənd) w zachodnim Azerbejdżanie, w Nachiczewańskiej Republice Autonomicznej, w rejonie Kəngərli. Siedziba wiejskiego okręgu terytorialnego (azer. kənd ərazi dairəsi) o tej samej nazwie, a zarazem jedyna miejscowość wchodząca w jego skład. Leży około 6 km na południowy wschód od stolicy rejonu – Qıvraqu, przy autostradzie M-7 łączącej Nachiczewan z Şərur.
W 2005 roku liczba mieszkańców wsi wynosiła 4907. W tym samym czasie większość mieszkańców w wieku produkcyjnym trudniła się uprawą zbóż, produkcją pasz, a także hodowlą zwierząt.
Wiejski okręg terytorialny Xok został utworzony 24 października 1980 roku. Do 2004 roku był położony w rejonie Şərur. 19 marca 2004 roku okręg ten odłączono z rejonu Şərur i przyłączono do nowo utworzonego rejonu Kəngərli. W klasyfikacji Państwowego Komitetu ds. Statystyki Republiki Azerbejdżanu (azer. Azərbaycan Respublikası Dövlət Statistika Komitəsi) gminie nadano unikalny kod 10805007, a wsi 10805018.
We wsi znajduje się między innymi Meczet Cümə (azer. Cümə Məscidi) z XVIII wieku, a także szkoła średnia, biblioteka oraz placówka ochrony zdrowia.